# آتش (فیلم ۱۹۸۸)
آتش (به هندی: Agnee) فیلمی هندی محصول سال ۱۹۸۸ و به کارگردانی جی. اوم پراکاش است. در این فیلم بازیگرانی همچون میتون چاکرابورتی، چانکی پاندی، آمریتا سینگ، مانداکینی، موشومی چاترجی، انوپم کهیر، آلوک نات، آسرانی، ساتین کاپو، کیران کومار، تانوجا، آنجانا ممتاز و جامونا ایفای نقش کرده‌اند.